# Berosus stylifer
Berosus stylifer är en skalbaggsart som beskrevs av Horn 1873. Berosus stylifer ingår i släktet Berosus och familjen palpbaggar. Inga underarter finns listade i Catalogue of Life.